# Alucita objurgatella
Alucita objurgatella (tên tiếng Anh: Bướm đêm Objurgatella) là một loài bướm đêm thuộc họ Alucitidae. Nó là loài duy nhất được tìm thấy ở Kauai, Oahu, Maui và Hawaii, nhưng được xem là du nhập du nó cũng có thể là loài bản địa.
Ấu trùng ăn quả và hoa và hạt của Psydrax odorata.